# Air Midwest
Air Midwest — колишня регіональна авіакомпанія Сполучених Штатів Америки зі штаб-квартирою в Вічиті (штат Індіана), була повністю дочірнім підрозділом авіаційного холдингу Mesa Air Group.
Авіакомпанія Air Midwest використовувала операційний сертифікат експлуатанта AMWA510A, виданий 15 травня 1965 року Федеральним Управлінням цивільної авіації США і працювала під торговими марками US Airways Express магістральної авіакомпанії US Airways, Midwest Express авіакомпанії Midwest Airlines, виконуючи регулярні рейси по 28 пунктів призначення в 12 штатах країни.

## Історія
Авіакомпанія була заснована Гері Адамсоном (англ. Gary Adamson) у травні 1965 року під назвою Aviation Services, Inc. Штаб-квартира компанії розміщувалася в місті Wichita (Канзас). Aviation Services спочатку експлуатувала один літак Cessna 206 і займалася перевезеннями різних вантажів за замовленням місцевого моргу. Пізніше авіакомпанія відмовилася від вантажоперевезень і в 1967 році відкрила перший регулярний пасажирський рейс між містами Вічита і Саліна (Канзас).
У 1968 році регіональна авіакомпанія Frontier Airlines пішла з ринку пасажирських перевезень в штаті Канзас і Aviation Services почала активне розширення своєї маршрутної мережі в цьому штаті. В наступному році назва компанії було змінено на Air Midwest і для забезпечення зростання обсягів перевезень авіакомпанія робить замовлення на нові турбогвинтові літаки Beech 99.
У 1978 році повітряний флот Air Midwest поповнився десятьма літаками Fairchild Swearingen Metroliner і були відкриті нові регулярні рейси з Канзасу в міста Нью-Мексико, Айови і Небраски. У 1991 році авіакомпанія Air Midwest була придбана керуючим авіаційним холдингом Mesa Air Group.
У 1985 році Air Midwest об'єдналася з регіональним авіаперевізником Scheduled Skyways, який базувався в Файеттвіллі (Арканзас) з прицілом отримання код-шерингової угоди з авіакомпанією Republic Airlines на використання транзитного вузла в Міжнародному аеропорту Мемфіс. Обидві з'єдналися компанії експлуатували один тип літаків, а їхні маршрутні мережі були взаємодоповнюючими, тому Air Midwest розраховувала без особливих зусиль отримати партнерський договір з Republic Airlines. З усім тим, для обслуговування маршрутів у Мемфісі Репаблік вибрала іншу регіональну авіакомпанію, оскільки у процесі розгляду заявок виявився ряд прихованих проблем, зокрема, недостатній рівень сервісного обслуговування літаків Scheduled Skyways. Протягом кількох наступних років, щоб уникнути накопичених проблем з наглядовими органами, Air Midwest доводить підрозділ Scheduled Skyways до стану банкрутства.
Попри невдалий маркетинговий хід Air Midwest з придбанням Scheduled Skyways, їй вдалося до 1985 року укласти код-шерингові угоди з авіакомпанією Ozark Air Lines на використання торговельної марки Ozark Midwest, з Eastern Air Lines — на використання бренду Eastern Air Midwest Express і з магістральною авіакомпанією American Airlines — на роботу під брендом регіональних перевезень American Eagle Airlines.
У 1987 році через виниклі проблеми з фінансовими активами Air Midwest реалізувала авіакомпанії American Airlines свою інфраструктуру хаба в Міжнародному аеропорту Нашвілла і літаки Saab 340. У 1986 році Trans World Airlines придбала авіакомпанію Ozark Air Lines і була змушена розірвати договір з Air Midwest в частині використання хаба перевезень на Міжнародному аеропорту Сент-Луїс, оскільки на той момент вже мала працює на даному ринку партнера — компанію Resort Air (нині — Trans States Airlines).
У 1990 році Air Midwest уклала партнерську угоду з авіакомпанією USAir, а 12 липня 1991 року компанія опублікувала офіційне повідомлення для всього персоналу Air Midwest: «Хаб в Міжнародному аеропорту Сент-Луїс буде проданий авіакомпанії Trans States Airlines, все інше буде реалізовано в Mesa Air Group».

## Діяльність у складі Mesa Air Group
В період з 1991 по 1997 роки Air Midwest експлуатує 12 літаків Beechcraft 1900, працюючи під брендом регіональних перевезень USAir Express з хаба в Міжнародному аеропорту Канзас-Сіті. У 1997 році керівництво холдингу Mesa Air Group провело глобальну реструктуризацію своїх підрозділів, в результаті яких дочірні авіакомпанії FloridaGulf Airlines і Liberty Express Airlines були приєднані до Air Midwest.
Після завершення процедур злиття Air Midwest забезпечувала регулярні польоти між невеликими населеними пунктами, субсидовані урядом США в рамках Федеральної програми Сполучених Штатів Essential Air Service (EAS), працювала під торговою маркою US Airways Express магістральної авіакомпанії US Airways з хаба в Міжнародному аеропорту Фінікс/Скай-Харбор і виконувала рейси на регулярних маршрутах Mesa Airlines з Міжнародного аеропорту Альбукерке і Міжнародного аеропорту Даллас/Форт-Уерт.
Протягом трьох тижнів в серпні 2006 року Air Midwest працювала під брендом Delta Connection магістральної авіакомпанії Delta Air Lines, виконуючи рейси на літаках Beechcraft 1900D з Міжнародного аеропорту імені Джона Кеннеді в Провіденс (Род-Айленд) і Віндзор-Локс (Коннектикут). Дане зміщення напрямків регулярних перевезень сталося після банкрутства іншої дочірньої авіакомпанії холдингу — Freedom Airlines і діяло до передачі маршрутної мережі нью-йоркського аеропорту імені Джона Кеннеді в регіональну авіакомпанію Chautauqua Airlines.
1 лютого 2007 року Air Midwest відкриває регулярні рейси з чиказького Міжнародного аеропорту Мідуей в аеропорти міст штату Іллінойс Декейтер, Маріон і Квінсі. Однак, через дев'ять місяців холдинг Mesa Air Group заявив про припинення всіх перевезень Air Midwest в аеропорти штату Іллінойс з 9 листопада 2007 року.
У своїй доповіді, опублікованому 14 січня 2008 року журналом The Wall Street Journal, генеральний директор холдингу Джонатан Р. Орнштейн (англ. Jonathan G. Ornstein) повідомив про рішення ради директорів холдингу закрити авіакомпанію Air Midwest внаслідок значного зростання цін на авіаційне паливо і суттєве збільшення експлуатаційних витрат. Всі міста, обслуговувалися регулярним сполученням Air Midwest, отримали офіційні повідомлення про закриття рейсів, а 30 червня 2008 року авіакомпанія повністю припинила свою операційну діяльність.

## Флот
Станом на лютий 2008 року повітряний флот Air Midwest складався з таких літаків:
Раніше авіакомпанія експлуатувала літаки Cessna 402, Beech 99, Metroliner, Jetstream 31, Saab 340 і Embraer EMB 120 Brasilia.

## Авіаподії й нещасні випадки
- 8 січня 2003 року. Рейс 5481 Шарлотт (Північна Кароліна) — Грінвілл/Спартанберг (Південна Кароліна) під торговою маркою US Airways Express. Літак Beechcraft 1900D через 37 секунд після зльоту з Міжнародного аеропорту Шарлотт/Дуглас впав на один з ангарів аеропорту і загорівся. Загинули всі 19 пасажирів і 2 члени екіпажу. Причинами катастрофи стали неправильне центрування і перевантаження літака, а також невірне регулювання тросів керма висоти, виконане при попередньому техобслуговуванні.[5]